# چاندرا کرافورد
چاندرا کرافورد (انگلیسی: Chandra Crawford; ۱۹ نوامبر ۱۹۸۳ – ) اسکی‌باز صحرانوردی اهل کانادا بود.